# مات وينستون
مات وينستون (بالإنجليزية: Matt Winston)‏ هو كاتب سيناريو وممثل أمريكي، ولد في 3 فبراير 1970.

## أعمال

### أفلام
- (1997) صانع السلام[4]
- (1999) نادي القتال[5]
- (2001)  الذكاء الاصطناعي[6][7][8]
- (2007) أنا الآن أعلن أنكما تشاك ولاري[9][10]
- (2007) زودياك[11][12]
- (2014) أتمنى لو كنت هنا[13]

### مسلسلات
- بيفرلي هيلز 90210
- تشاك
- تشريح غراي
- جاغ
- ذا سويت لايف أوف زاك أند كودي
- ذا منتاليست
- ربات بيوت يائسات
- كاسل
- هانا مونتانا

## وصلات خارجية
- مات وينستون على موقع IMDb (الإنجليزية)
- مات وينستون على موقع ألو سيني (الفرنسية)
- مات وينستون على موقع أول موفي (الإنجليزية)
- مات وينستون على موقع قاعدة بيانات الأفلام السويدية (السويدية)
- مات وينستون على موقع قاعدة بيانات الفيلم (الإنجليزية)
- مات وينستون على موقع كينوبويسك (الروسية)